# Carlos Ulises Moulines
Carlos Ulises Moulines (Caracas, 1946) es un filósofo especializado en lógica y filosofía de la ciencia. Su pensamiento sobre epistemología puede encuadrarse dentro del positivismo crítico.

## Biografía
Nacido en Venezuela, hijo de padres catalanes exiliados, cursó estudios de física y filosofía en la Universidad de Barcelona, y se doctoró en filosofía en la Universidad de Múnich, en 1975.

## Libros publicados
- La estructura del mundo sensible. Sistemas fenomenalistas, Barcelona, Ariel, 1973.
- Zur logischen Rekonstruktion der Thermodynamik, Universitat München, Múnich, 1975.
- Fundamentos de filosofía de la ciencia, Barcelona, Ariel, 2008 (3ª ed.) - En colaboración con J. A. Díez.
- La philosophie des sciences. L´invention d´une discipline (fin XIXe-debut XXIe siécle). París: Éditions Rue d´Ulm/Press de l'École normale supérieure, 2006.